# سرتنگ لیراب
سرتنگ لیراب، روستایی از توابع بخش دیشموک شهرستان کهگیلویه در استان کهگیلویه و بویراحمد ایران است.
این روستا شمالی ترین نقطه استان کهگیلویه و بویراحمد از لحاظ مختصات جغرافیایی است.

## جمعیت
این روستا در دهستان بهمئی سرحدی شرقی قرار دارد و براساس سرشماری مرکز آمار ایران در سال ۱۳۸۵، جمعیت آن ۱۳۸ نفر (۲۳خانوار) بوده‌است.